# Roma (ópera)

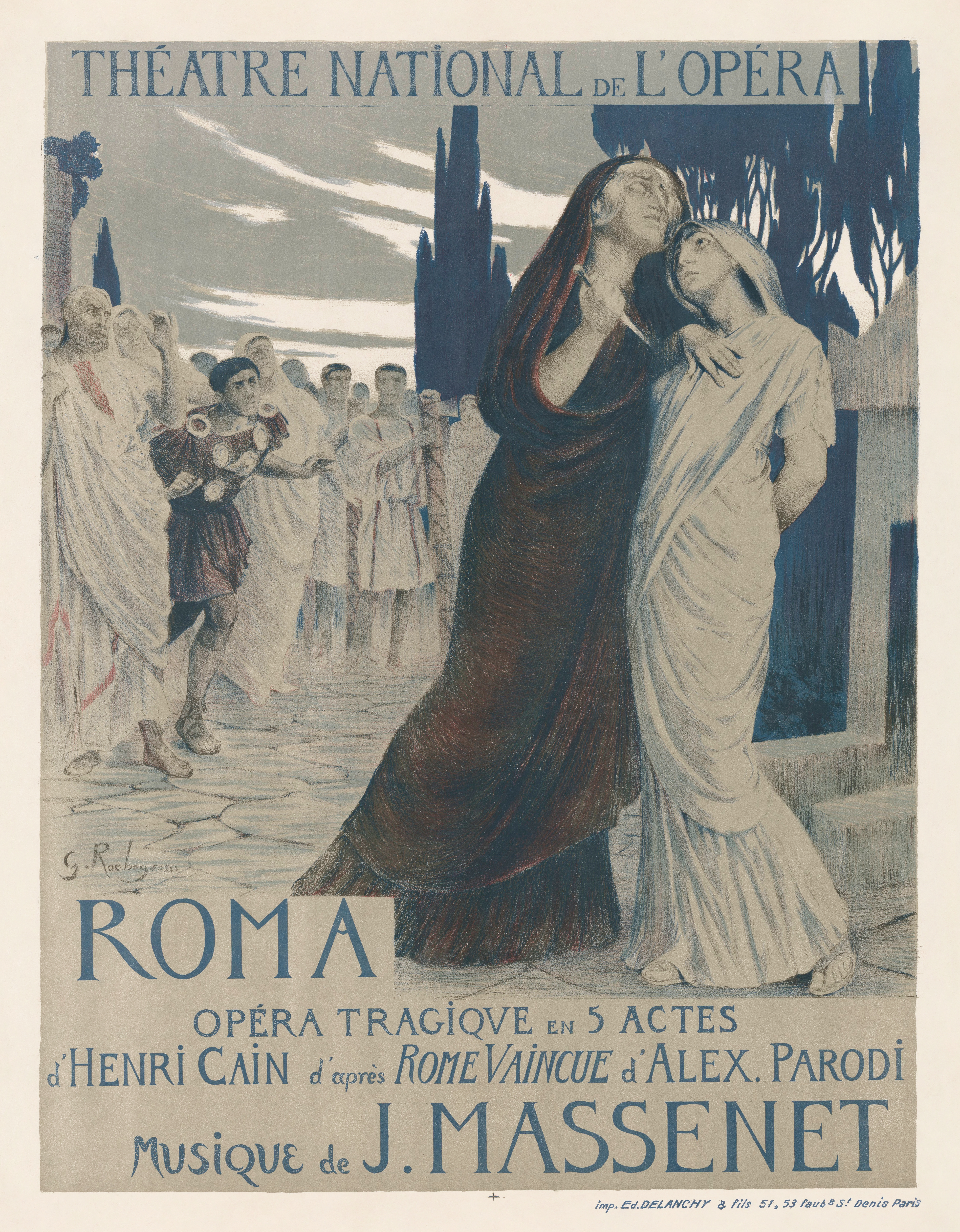
Cartel de Georges Rochegrosse, para la Opéra-Comique.

Roma es una ópera en cinco actos con música de Jules Massenet y libreto en francés de Henri Cain, basado en la obra teatral Rome vaincue de Alexandre Parodi. Se estrenó en la Ópera de Montecarlo el 17 de febrero de 1912.
Roma fue la última ópera de Massenet que se estrenó en vida del compositor. Tres óperas se estrenaron póstumamente: Panurge (1913), Cleopatra (1914) y Amadís (1922). 

## Personajes

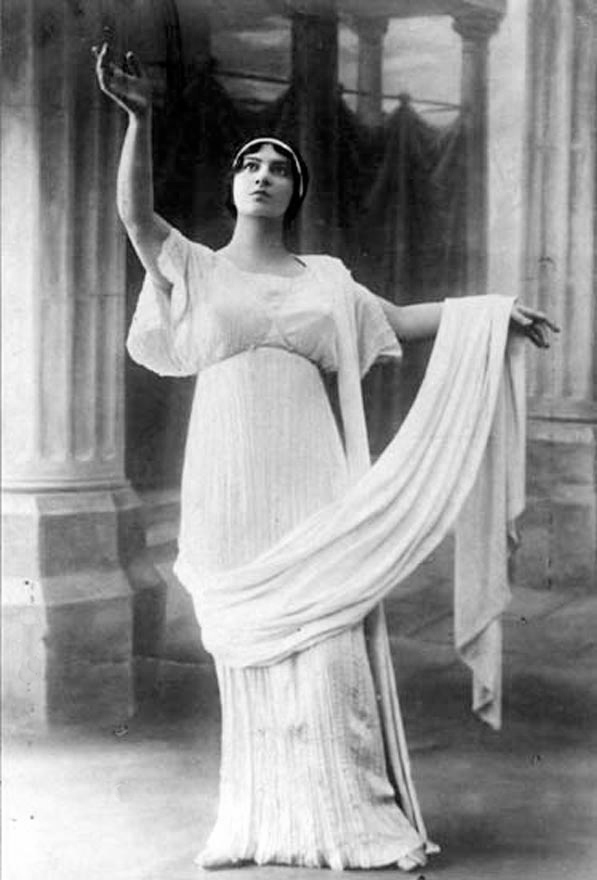
Maria Kuznetsova en su personaje de Fausta (postal de 1912 del Imperio Ruso).

| Personaje                                               | Tesitura  | Reparto del estreno, 17 de febrero de 1912 (Director: Léon Jehin) |
| ------------------------------------------------------- | --------- | ----------------------------------------------------------------- |
| Léntulo                                                 | tenor     | Lucien Muratore                                                   |
| Fabio Máximo                                            | barítono  | Jean-François Delmas                                              |
| Fausta                                                  | soprano   | Maria Kuznetsova                                                  |
| Lucio Cornelio                                          | bajo      | Pierre Clauzure                                                   |
| Postumia                                                | contralto | Lucy Arbell                                                       |
| Junia                                                   | soprano   | Julia Guiraudon                                                   |
| Vestapor                                                | barítono  | Jean Noté                                                         |
| La Gran Vestal                                          | soprano   | Éliane Peltier                                                    |
| Gala                                                    | soprano   | Doussot                                                           |
| Cayo                                                    | barítono  | Kozline/Skano                                                     |
| Un anciano                                              | barítono  | Gasparini                                                         |
| Coro: senadores, sacerdotes, vírgenes vestales, pueblo. |           |                                                                   |